# Vila Virgínia (Itaquaquecetuba)

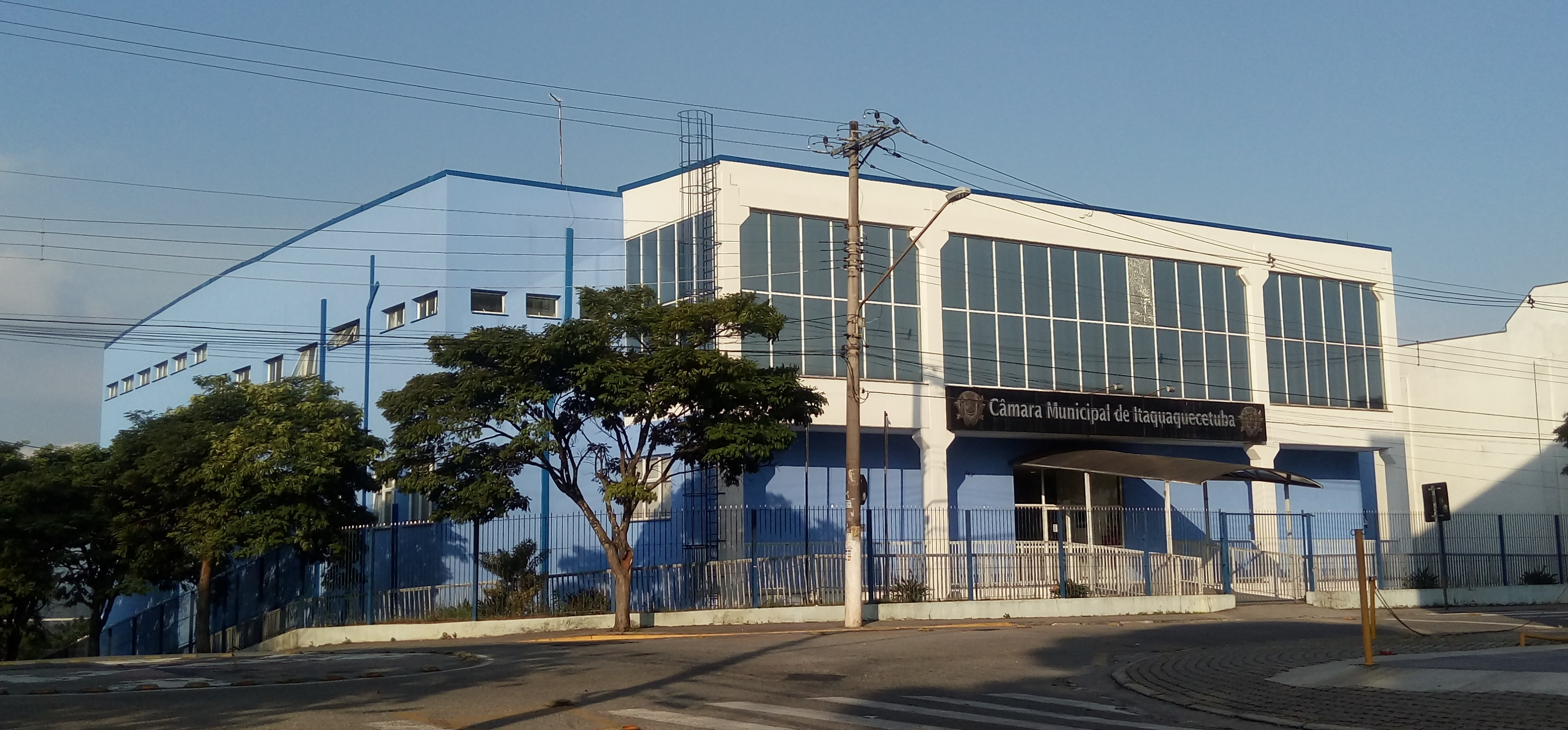
Câmara Municipal de Itaquaquecetuba, na Vila Virgínia.

Vila Virgínia é um bairro localizado na região centro sul do município de Itaquaquecetuba, no estado de São Paulo. 
O bairro é destacado por sediar importantes órgãos públicos e privados do município, como a sede da prefeitura municipal, diversas secretárias municipais, alguns cartórios e a câmara de vereadores, além de um dos dois cemitérios do município. Já no setor privado, a Vila Virgínia abarca um grande número de colégios particulares, além de sediar o campi da UNG em Itaquaquecetuba e a primeira lanchonete do McDonald's da cidade. 
As principais vias do bairro são as avenidas José Barbosa de Araújo, Vereador João Fernandes da Silva e João Barbosa de Moraes. Todas estas avenidas possuem perfil misto entre estabelecimentos comerciais e prestadores de serviço.
Segundo o Seade, o índice de vulnerabilidade social do bairro varia entre as pontuações 3 (baixa) e 4 (média), o que coloca o bairro entre os que possuem melhores índices socioeconômicos do município.